# Łeonid Kluczyk
Łeonid Semenowycz Kluczyk, ukr. Леонід Семенович Ключик, ros. Леонид Семёнович Ключик, Leonid Siemionowicz Kluczik (ur. 20 marca 1950 w Dzerżynśku, w obwodzie stalinskim) – ukraiński piłkarz, grający na pozycji obrońcy, trener piłkarski.

## Kariera piłkarska
W 1968 rozpoczął karierę piłkarską w zespole amatorskim Wuhłyk Krasnoarmijśk. W 1970 został zaproszony do pierwszoligowego Metałurha Zaporoże. Latem 1971 przeszedł do wyższoligowego Szachtara Donieck. Po 3 latach powrócił do Metałurha Zaporoże, gdzie został wybrany na kapitana drużyny. W 1980 postanowił zakończyć zawodową karierę piłkarską, dlatego w 1981 odszedł do drugoligowego Wuhłyka Gorłówka, który potem zmienił nazwę na Szachtar Gorłówka. W 1983 po raz trzeci wrócił do Metałurha Zaporoże. Jest rekordzistą Metałurha w liczbie rozegranych meczów w mistrzostwach ZSRR – 359 spotkań. W 1986 przeniósł się do Torpeda Zaporoże, w którym zakończył karierę piłkarza.

## Kariera trenerska
Po zakończeniu kariery piłkarskiej w 1991 rozpoczął pracę szkoleniowca. Najpierw trenował amatorskie zespoły kopalni "Koczeharka", klubów "Metałurh" i "Zaporożeć". W 1995 dołączył do sztabu szkoleniowego Metałurha Zaporoże, gdzie pomagał trenować piłkarzy klubu. W marcu 1998 pełnił obowiązki głównego trenera Metałurha. Od 2000 pracuje z dziećmi jako dyrektor Szkoły Sportowej Metałurh Zaporoże.

## Sukcesy i odznaczenia

### Sukcesy piłkarskie
Metałurh Zaporoże
- mistrz Ukraińskiej SRR: 1970

### Sukcesy indywidualne
- wielokrotnie wybrany do listy najlepszych piłkarzy roku w Ukraińskiej SRR
- rekordzista klubu Metałurh Zaporoże w liczbie rozegranych meczów w mistrzostwach ZSRR – 359 spotkań

### Odznaczenia
- tytuł Zasłużonego Pracownika Kultury Fizycznej Ukrainy: 2005
- Medal "Za zasługi": 2004
- Medal "Za pracę i odwagę": 2011[4]